# Helga Pedersen (dansk politiker)
Inger Helga Pedersen, född 24 juni 1911 i Hulby Møllegård, död 27 januari 1980 i Korsør, var en dansk politiker, domare och före detta justitieminister. Hon representerade Venstre. Hon var Danmarks första kvinnliga justitieminister och den fjärde kvinnan någonsin i Danmark att inneha ett ministerämbete. Hon var tillika den första kvinnan från ett av de borgerliga partierna i Danmark att bli minister.

## Tidiga år
Inger Helga Pedersen var dotter till proprietären Jens Peder Nicolaj Pedersen (1877–1955) och Vilhelmine Sofie Kolding (1884–1973), och var ett av sex syskon. Hon växte upp på föräldrarnas gård utanför staden Korsør på Sjælland, som hon efter sin faders död själv tog över. Hon tog studenten vid Slagelse gymnasium 1930 och tog en cand.jur.examen från Köpenhamns universitet 1936. Kort efter sin universitetsexamen anställdes Pedersen vid finansministeriet och sedan vid justitieministeriet. Vid det senare arbetade hon som sekreterare i Direktoratet for fængselsvæsenet 1936–1937 samt 1939–1942. Mellan dessa två perioder (1937–1939) arbetade hon som advokat och domarfullmäktig i Skjern. 1940 blev hon utöver sin tjänst som sekreterare i Direktoratet for fængselsvæsenet också ministersekreterare för den dåvarande justitieministern Karl Kristian Steincke. Detta arbete innehade Pedersen fram till 1946, och hade fram till dess under ockupationen av Danmark arbetat sida vid sida med en rad justitieministrar utöver Steincke. Dessa var: Svend Unmack Larsen, Harald Petersen, Eigil Thune Jacobsen, Niels Busch-Jensen och Aage Elmquist. Utöver det viktiga ämbetet som ministersekreterare innehade Pedersen under samma period posterna som sekreterare för riksadvokaten (da: Rigsadvokaten) och medhjälpare hos statsadvokaten för Sjælland.
En kort tid efter att ockupationen av landet upphört, reste Pedersen till New York för att studera vidare vid Columbia University. Hon fann ett intresse i politiska områden som rörde frågor om kvinnors sociala och rättsliga ställning samt internationellt samarbete. Det fick som konsekvens att hon 1949–1950 var ordförande för Danske Kvinders Nationalråd och representerade denna organisation i FN:s Commission on the Status of Women 1950. Det var således en kombination av hennes två tidigarenämnda intressen. Under samma period var hon även ledamot i Justitieministeriets kommitté rörande prostitutionslagstiftningen. Fram till 1974 var hon tilldelad en plats i FN:s generalförsamling, och från 1962 som ordförande för den danska delegationen. 
Utöver sin politiska karriär hade Pedersen också en juridisk karriär. Hon var domare i Østre Landsret 1947–1948. Därefter blev hon domare i Københavns Byret fram till 1956 (perioden som justitieminister 1950–1953 undantagen). Därefter blev hon återigen domare i Østre Landsret, innan hon blev højesteretsdommer (motsvarar i Sverige posten som domare i Högsta domstolen) 1964. Hon blev därmed den andra kvinnan, efter Bodil Dybdal, som innehade det ämbetet.

## Tiden som justitieminister
Pedersen erbjöds att bli Danmarks justitieminister 1950, då Venstres partiledare Erik Eriksen skulle tillträda posten som statsminister. Vid sitt tillträdande möttes hon av skepsis för sin förmåga att hantera sitt nya ämbete. Men med sin erfarenhet inom både juridiskt och politiskt arbete övervann hon dessa tvivel. Hon var dessutom inte knuten till något politiskt parti innan hon tillträdde justitieministerposten. Hon kom också att bli överhuvud för Politiets Efterretningstjeneste (PET). Året efter, 1951, tilldelades Helga Pedersen, som den första kvinnan, titeln kommendör av Dannebrogsorden. 1976 kom hon att bli kommendör av första graden.
Pedersen ställdes inför svåra beslut då hon övertog ansvaret för en rad efterverkningar från andra världskriget. Till detta hörde ansvaret över ett antal dödsdömda krigsförbrytare, som benådades på grund av Pedersens motstånd mot dödsstraff. Hon arbetade för att lagen om dödsstraff skulle ställas under den militära lagstiftningen och inte finnas med i den civila lagstiftningen. En annan reform var upphävandet av lagen om att straffbara handlingar skulle medföra förlust av medborgerliga rättigheter som tilläggsstraff (1951). Det var med andra ord en viss humanisering av de kriminella, som med sina återgivna rättigheter kunde börja återanpassas i samhället. Hon motsatte sig krav på att sänka åldersgränsen för dödsstraff från 21 till 18 år. En annan reform som kan tillskrivas Pedersen är utökandet av det danska rättsväsendets kapacitet, bland annat genom att tillsätta flera domare inom både Højsteretten och Landsretterne, i och med de många så kallade retsopgøren där krigsförbrytare från andra världskriget skulle dömas på dansk mark efter dansk lag.
1952 dog direktören för biografen Dagmarteatern i Köpenhamn, Hilmar Clausen. Med hans död löpte också licensen för driva biografen ut, och det var hög tid att finna en ersättare som kunde överta licensen. Under denna tid var det det danska justitieministeriet som delade ut licenser för driva biografer. Helga Pedersen ringde då personligen upp regissören Carl Theodor Dreyer, och nämnde att hans prestationer som filmregissör var anledning nog att överlåta licensen och driften av Dagmarteatern till honom, vilket också blev fallet.
Utöver de tidigare ovannämnda reformerna, avskaffade Pedersen den danska hasardspelsförordningen från 1753, som förbjöd all form av spel om pengar. Hon gav dessutom utrymme för att arbeta för juridiskt likställande mellan män och kvinnor. Det gjorde hon bland annat genom att tillåta att kvinnor, liksom män, kunde tilldelas ordnar (exempelvis dannebrogsorden). Hon hade dessutom som mål att genomföra en lagstiftning, liknande den svenska successionsordningen, som tillåter kvinnor att bli fullvärdiga tronarvingar. Dock infördes endast en lagstiftning som lät kvinnor bli tronarvingar, men som gav manliga tronarvingar företräde. Denna reform ingick i den danska grundlagen från 1953, vars innehåll också utgjordes av större insyn för utomstående av den civila och militära förvaltningen genom en ombudsman och införandet av ett parlament med endast en kammare, folketinget. Pedersen var en av signaturerna bakom grundlagsändringen, som antogs i folketinget med stöd av alla partier utom Danmarks Kommunistiske Parti, och hon ingick från 1950 i den kommission som förberedde reformen. Vad gäller införandet av en ombudsman uttryckte sig Pedersen följande:
"Förslaget att utnämna en ombudsman markerar en ny vändning inom dansk lag. Även om lagförslaget är ganska kort och tydlig, måste det förstås att dess konsekvenser kommer att bli omfattande, inte bara för de statstjänstemän och andra som täcks av lagförslaget, utan också för lagstyret i samhället i allmänhet."
År 1953 utgav Helga Pedersen ett cirkulär till riksadvokaten, statsadvokaterna, polisdirektören i Köpenhamn och alla landets polismästare. I detta cirkulär betonas användningen av straffattester vid tillfället då en åtalad befinner sig i rätten. Här slås det fast att de av den åtalade begångna brott, som inte kommer att påverka den slutgiltiga domen, kommer att lämnas obemärkta i förhållande till det senast begångna brottet och dess juridiska procedur. I augusti samma år undertecknade hon och den västtyska arbetsministern Anton Storch ett avtal mellan Danmark och Västtyskland angående social säkerhet. Detta avtal gick ut på att danska och västtyska medborgare i Västtyskland respektive Danmark i viss utsträckning skulle ha rätt till samma sorts försäkringar och hjälp som respektive lands medborgare.

## År 1953 och framåt
I valet 1953 förlorade Venstre regeringsmakten och Pedersen fick avgå som justitieminister. Hon blev däremot invald till Folketinget för Sorø Amt och behöll denna post fram till 1964, då hon blev højesteretsdommer. Under sin tid i Folketinget var Pedersen Venstres ordförande i ett antal juridisk-politiska saker. Hon röstade, som den enda i sitt parti, för förslaget om att den danska mödrahjälpen skulle få ökat inflytande över beslut om tillåtande av aborter, på bekostnad av läkarnas motsvarande inflytande. Hon engagerade sig också för författares och konstnärers säkerhet och beskydd, och hon ställde sig bakom upprättandet av en statlig "konstfond" som hon sedermera blev ordförande för. 1961 deltog hon i en internationell konferens om världens problem och dess konsekvenser för utbildning vid Vassar College i USA. Hon var där tillsammans med 29 andra framträdande kvinnor från olika länder, däribland Alva Myrdal, som var Sveriges ambassadör i Indien vid den tidpunkten.
Som en av de få inom sitt parti var Pedersen emot utlämnandet av de isländska handskrifterna från Köpenhamns universitet. Efter att den socialdemokratiska regeringen under Jens Otto Krag förlorade valet till folketinget 1968, erbjöds Helga Pedersen att bli landets nya utrikesminister i den av Hilmar Baunsgaard ledda koalitionsregeringen mellan Radikale Venstre, Venstre och Konservative Folkeparti. Pedersen tackade dock nej till erbjudandet. År 1971 kom hon att byta uppdrag än en gång. Den här gången utsågs hon till att bli domare i Europadomstolen. Hon blev därmed den första kvinnan någonsin att inneha det ämbetet, och kom att behålla det intill sin död 1980. 

## Övriga förtroendeposter
- Ordförande av representantskapet för Fonden for Træer og Miljø (1974–1980)
- Ordförande av representantskapet för Statens Kunstfond (1964–1973)
- Ordförande av Dansk Pressenævn
- Medlem av Fængselsnævnet (1968–1973)
- Styrelsemedlem av Foreningen til Dyrenes Beskyttelse (1964–?)
- Medlem av Planlægningsrådet for de Højere Uddannelser (1964–1973)
- Medlem av Ophavsretsrådet (1963–1972)
- Medlem av Skolerådet for Den Internationale Højskole i Helsingör (1957–?)
- Medlem av inspektionsrådet för barnhemmet Jens Olsens Minde (1957–?)
- Styrelsemedlem av Generalkonsul Jens Olsens Fond (1957–?)
- Styrelsemedlem av Rask-Ørsted fonden (1954–?)
- Styrelsemedlem av Dansk Forsorgsselskab (1951–?)
- Styrelsemedlem av Föreningen Norden (1949–?)
- Styrelsemedlem av Juridisk Forening (1948–?)
- Styrelsemedlem av Fængselshjælpen (1941–1973)

 Se referenslistan

## Utmärkelser
- Legat från American Association of University Women (1946)

- Kommendör av första graden av Dannebrogorden,  1976[11]

[Redigera Wikidata]

## Kuriosa
- Vid tiden då en ny stadsdel byggdes vid Århus Hamnområde 2009, beslutades det att man skulle namnge de nya gatorna efter framträdande danska kvinnor. Man ansåg att gatunamnen i staden dominerades av namn på betydande danska män. Ett av de nya gatunamnen kom att bli Helga Pedersens Gade, uppkallad efter Helga Pedersen.[12]